# 다카라즈카 가극단 48기생
다카라즈카 가극단 48기생은 1960년 (쇼와 35년)에 다카라즈카 음악학교에 입학, 1962년 (쇼와 37년)에 졸업 및 다카라즈카 가극단에 입단하여, 『메이드 인 일본』으로 초무대를 밟은 75명을 가리킨다.

## 개요
입학 당시에는 77명이었으나, 2명이 자퇴하였다. 그 중 한명이 후에 아즈사 미치요로 연예계에 데뷔한다. 이 기수에는 1983년부터 1986년까지 츠키구미 조장을 맡았던 아사즈키 마리오, 1983년부터 1989년까지 유키구미 조장을 맡았던 시로가네 아케미, 전 호시구미 주연남역 난바라 미사오 등이 입단하였다.

## 일람
| 예명                   | 생일      | 출신지                      | 출신학교                           | 예명의 유래                                        | 애칭               | 역할 | 퇴단년도 | 비고 |
| ---------------------- | --------- | --------------------------- | ---------------------------------- | -------------------------------------------------- | ------------------ | ---- | -------- | --- |
| 愛みに子               | 9월 11일  | 도쿄도                      | 도쿄여학관                         |                                                    | 이나짱, 이나고     |      | 1965년   | |
| 아이 미니코            | 9월 11일  | 도쿄도                      | 도쿄여학관                         |                                                    | 이나짱, 이나고     |      | 1965년   | |
| 愛里ゆり               | 4월 18일  | 카나가와현 요코하마시       | 세이비학원                         | 노무라 코도가 명명                                 | 히로에짱           |      | 1966년   | |
| 아이자토 유리          | 4월 18일  | 카나가와현 요코하마시       | 세이비학원                         | 노무라 코도가 명명                                 | 히로에짱           |      | 1966년   | |
| 麻月毬生               | 7월 20일  | 교토부 미야즈시             | 교토부립 미야즈고등학교            |                                                    | 부치               | 남역 | 1994년   | 아사즈키 마리오 (麻月鞠緒)로 개명 동생 츠바키 루미 (49) 재단 중 사망                                        |
| 아사즈키 마리오        | 7월 20일  | 교토부 미야즈시             | 교토부립 미야즈고등학교            |                                                    | 부치               | 남역 | 1994년   | 아사즈키 마리오 (麻月鞠緒)로 개명 동생 츠바키 루미 (49) 재단 중 사망                                        |
| 朝海しずか             | 7월 9일   | 오사카부 오사카시           | 오사카여자학원고등학교             |                                                    | 치ー짱, 치사토     |      | 1965년   | |
| 아사미 시즈카          | 7월 9일   | 오사카부 오사카시           | 오사카여자학원고등학교             |                                                    | 치ー짱, 치사토     |      | 1965년   | |
| 綾三千子               | 1월 23일  | 도쿄도                      | 가쿠슈인 여자                      |                                                    | 야스코             |      | 1963년   | |
| 아야 미치코            | 1월 23일  | 도쿄도                      | 가쿠슈인 여자                      |                                                    | 야스코             |      | 1963년   | |
| 有里馨                 | 7월 13일  | 효고현 고베시               | 고베야마테여자고등학교             | 조부모의 이름                                      | 아리짱             |      | 1967년   | |
| 아리사토 카오루        | 7월 13일  | 효고현 고베시               | 고베야마테여자고등학교             | 조부모의 이름                                      | 아리짱             |      | 1967년   | |
| 杏城由花               | 5월 12일  | 도쿄도                      | 가쿠슈인 여자                      | 존경하는 선생님이 명명                             | 쿄ー코             |      | 1966년   | |
| 안죠 유카              | 5월 12일  | 도쿄도                      | 가쿠슈인 여자                      | 존경하는 선생님이 명명                             | 쿄ー코             |      | 1966년   | |
| 浦島千歳世             | 1월 2일   | 카가와현 마루가메시         | 타카마츠메이젠고등학교             |                                                    | 링링, 카즈코상     |      | 1970년   | 노조미 유카리 (希ゆかり)로 개명                                                                             |
| 우라시마 치토세        | 1월 2일   | 카가와현 마루가메시         | 타카마츠메이젠고등학교             |                                                    | 링링, 카즈코상     |      | 1970년   | 노조미 유카리 (希ゆかり)로 개명                                                                             |
| 大月英湖               | 2월 24일  | 효고현 다카라즈카시         | 다카라즈카중학교                   |                                                    | 에ー짱             |      | 1967년   | |
| 오오츠키 에이코        | 2월 24일  | 효고현 다카라즈카시         | 다카라즈카중학교                   |                                                    | 에ー짱             |      | 1967년   | |
| 小川エリイサ           | 11월 1일  | 아르헨티나 부에노스아이레스 | Colegio Incorporaco, Angel D'elias |                                                    | 치치               |      | 1963년   | 스페인 유학생                                                                                               |
| 오가와 에리이사        | 11월 1일  | 아르헨티나 부에노스아이레스 | Colegio Incorporaco, Angel D'elias |                                                    | 치치               |      | 1963년   | 스페인 유학생                                                                                               |
| 薫邦子                 | 7월 30일  | 오사카부 모리구치시         | 세이보여학원                       | 은사가 명명                                        | 아키짱             | 남역 | 1972년   | |
| 카오루 쿠니코          | 7월 30일  | 오사카부 모리구치시         | 세이보여학원                       | 은사가 명명                                        | 아키짱             | 남역 | 1972년   | |
| 輝みちる               | 8월 23일  | 효고현 카와니시시           | 카와니시중학교                     | 존경하는 선생님이 명명                             | 오쿠짱             |      | 1969년   | 언니 코마츠 치에 (45)                                                                                       |
| 카가야키 미치루        | 8월 23일  | 효고현 카와니시시           | 카와니시중학교                     | 존경하는 선생님이 명명                             | 오쿠짱             |      | 1969년   | 언니 코마츠 치에 (45)                                                                                       |
| 風花舞子               |           |                             |                                    |                                                    |                    |      | 1962년   | 입단 후 퇴단                                                                                                |
| 카자하나 마이코        |           |                             |                                    |                                                    |                    |      | 1962년   | 입단 후 퇴단                                                                                                |
| 風さやか               | 7월 16일  | 쿠마모토현 카미마시키군     | 고베시립 이쿠타중학교              | 카와우치 코우한이 명명                             | 후지짱, 통코       | 남역 | 1969년   | 동생 카제 카오루 (58)                                                                                       |
| 카제 사야카            | 7월 16일  | 쿠마모토현 카미마시키군     | 고베시립 이쿠타중학교              | 카와우치 코우한이 명명                             | 후지짱, 통코       | 남역 | 1969년   | 동생 카제 카오루 (58)                                                                                       |
| 川路真沙               | 5월 30일  | 도쿄도                      | 릿쿄여학원                         |                                                    | 타ー짱, 에마       | 남역 | 1971년   | 카와지 마사 (川路真瑳)로 개명                                                                               |
| 카와지 마사            | 5월 30일  | 도쿄도                      | 릿쿄여학원                         |                                                    | 타ー짱, 에마       | 남역 | 1971년   | 카와지 마사 (川路真瑳)로 개명                                                                               |
| 公卿奈美               | 5월 12일  | 카나가와현 요코스카시       | 가마쿠라여학원고등학교             | 출신지에서 따서 가족끼리 고안                      | 치구               | 남역 | 1965년   | |
| 쿠고 나미              | 5월 12일  | 카나가와현 요코스카시       | 가마쿠라여학원고등학교             | 출신지에서 따서 가족끼리 고안                      | 치구               | 남역 | 1965년   | |
| 孔雀虹子               | 8월 29일  | 와카야마현 와카야마시       | 유우히가오카중학교                 |                                                    | 아코               |      | 1969년   | 오오카도 테루미 (大門照美)로 개명                                                                           |
| 쿠쟈쿠 니지코          | 8월 29일  | 와카야마현 와카야마시       | 유우히가오카중학교                 |                                                    | 아코               |      | 1969년   | 오오카도 테루미 (大門照美)로 개명                                                                           |
| 楠かおり               | 2월 8일   | 나가노현 마츠모토시         | 아시야여학교                       | 존경하는 선생님이 명명                             | 노부친             | 남역 | 1971년   | |
| 쿠스노키 카오리        | 2월 8일   | 나가노현 마츠모토시         | 아시야여학교                       | 존경하는 선생님이 명명                             | 노부친             | 남역 | 1971년   | |
| 小出利恵               | 11월 6일  | 효고현 아마가사키시         | 코시엔학원                         | 아버지가 명명                                      | 오토미짱           |      | 1965년   | |
| 코이즈 리에            | 11월 6일  | 효고현 아마가사키시         | 코시엔학원                         | 아버지가 명명                                      | 오토미짱           |      | 1965년   | |
| 紺早千子               | 11월 3일  | 카나가와현 카마쿠라시       | 페리스여학원                       |                                                    | 쟛키, 쟈키에상     |      | 1966년   | 샹송가수 호리우치 미키                                                                                      |
| 콘 사치코              | 11월 3일  | 카나가와현 카마쿠라시       | 페리스여학원                       |                                                    | 쟛키, 쟈키에상     |      | 1966년   | 샹송가수 호리우치 미키                                                                                      |
| 咲花やよひ             | 8월 23일  | 나가노현 마츠모토시         | 마츠쇼학원                         | 은사가 명명                                        | 노로짱             |      | 1970년   | |
| 사쿠하나 야요이        | 8월 23일  | 나가노현 마츠모토시         | 마츠쇼학원                         | 은사가 명명                                        | 노로짱             |      | 1970년   | |
| 笹波里花               | 3월 26일  | 오카야마현 타마시마시       | 무코가와고등여학원                 | 가족끼리 고안                                      | 오타카, 유키짱     |      | 1973년   | |
| 사자나미 리카          | 3월 26일  | 오카야마현 타마시마시       | 무코가와고등여학원                 | 가족끼리 고안                                      | 오타카, 유키짱     |      | 1973년   | |
| 志野さくも             | 5월 18일  | 교토부 교토시               | 야사카중학교                       | 시노의 아취와 5월의 젊음에서 따옴                  | 오케이짱           |      | 1967년   | |
| 시노 사쿠모            | 5월 18일  | 교토부 교토시               | 야사카중학교                       | 시노의 아취와 5월의 젊음에서 따옴                  | 오케이짱           |      | 1967년   | |
| 東海林みはる           | 4월 27일  | 효고현 고베시               | 고베시립 니시다이중학교            | 본명                                               | 토우카이           |      | 1965년   | |
| 쇼지 미하루            | 4월 27일  | 효고현 고베시               | 고베시립 니시다이중학교            | 본명                                               | 토우카이           |      | 1965년   | |
| 白河千里               | 2월 13일  | 도쿄도                      | 도쿄가정학원 고등부                | 아버지가 명명                                      | 미야짱, 오미야     |      | 1963년   | |
| 시라카와 치사토        | 2월 13일  | 도쿄도                      | 도쿄가정학원 고등부                | 아버지가 명명                                      | 미야짱, 오미야     |      | 1963년   | |
| 白妙耀子               | 6월 14일  | 오사카부 오사카시           | 세이보여학원 고등부                |                                                    | 아즈미짱, 요우코상 |      | 1968년   | |
| 시라타에 요코          | 6월 14일  | 오사카부 오사카시           | 세이보여학원 고등부                |                                                    | 아즈미짱, 요우코상 |      | 1968년   | |
| 城克巳                 | 10월 4일  | 도쿄도                      | 사이타마현립 쿠마가야여자고등학교  | 본명                                               | 못짱               |      | 1967년   | |
| 시로 카츠미            | 10월 4일  | 도쿄도                      | 사이타마현립 쿠마가야여자고등학교  | 본명                                               | 못짱               |      | 1967년   | |
| 銀あけみ               | 4월 30일  | 카나가와현 카마쿠라시       | 야마와키학원                       | 존경하는 선생님이 명명                             | 이모코, 요ー코짱   | 여역 | 1993년   | 일본무용 후지마 칸오미 재단 중 사망                                                                         |
| 시로가네 아케미        | 4월 30일  | 카나가와현 카마쿠라시       | 야마와키학원                       | 존경하는 선생님이 명명                             | 이모코, 요ー코짱   | 여역 | 1993년   | 일본무용 후지마 칸오미 재단 중 사망                                                                         |
| 清はるみ               | 1월 28일  | 카나가와현 요코하마시       | 세이비학원                         | 다카라즈카 가극단 이사장 우메다 켄이치가 명명      | 이왓짱             |      | 1970년   | 남편 다카라즈카 가극단 연주자 호시노 아키오                                                                 |
| 스가 하루미            | 1월 28일  | 카나가와현 요코하마시       | 세이비학원                         | 다카라즈카 가극단 이사장 우메다 켄이치가 명명      | 이왓짱             |      | 1970년   | 남편 다카라즈카 가극단 연주자 호시노 아키오                                                                 |
| 千夏記                 | 11월 5일  | 도쿄도                      | 니카이도고등학교                   |                                                    | 오후지             |      | 1967년   | 남편 호소카와 토시유키 댄서 후지모토 노리에                                                                 |
| 센 나츠키              | 11월 5일  | 도쿄도                      | 니카이도고등학교                   |                                                    | 오후지             |      | 1967년   | 남편 호소카와 토시유키 댄서 후지모토 노리에                                                                 |
| 千寿毬子               | 8월 12일  | 후쿠오카현 와카마츠시       | 바이카학원                         | 가족끼리 고안                                      | 텟짱               |      | 1969년   | |
| 센쥬 마리코            | 8월 12일  | 후쿠오카현 와카마츠시       | 바이카학원                         | 가족끼리 고안                                      | 텟짱               |      | 1969년   | |
| 辰巳千鶴子             | 1월 10일  | 도쿄도                      | 무사시노고등학교                   | 타츠미 류타로가 명명                               | 치ー코             |      | 1968년   | |
| 타츠미 치즈코          | 1월 10일  | 도쿄도                      | 무사시노고등학교                   | 타츠미 류타로가 명명                               | 치ー코             |      | 1968년   | |
| 珠丘美登利             | 3월 23일  | 오사카부 모리구치시         | 제국여자학원                       | 와카미야 토키코가 명명                             | 아케미             |      | 1968년   | |
| 타마오카 미도리        | 3월 23일  | 오사카부 모리구치시         | 제국여자학원                       | 와카미야 토키코가 명명                             | 아케미             |      | 1968년   | |
| 環木織                 | 4월 18일  | 도쿄도                      | 타마가와학원 고등부                |                                                    | 바세짱, 핫코       |      | 1965년   | 타마키 시오리 (環木しおり)로 개명                                                                           |
| 타마키 시오리          | 4월 18일  | 도쿄도                      | 타마가와학원 고등부                |                                                    | 바세짱, 핫코       |      | 1965년   | 타마키 시오리 (環木しおり)로 개명                                                                           |
| 千明沙代               | 2월 7일   | 중국 상하이시               | 히로시마시립 코쿠타이지중학교      |                                                    | 닷코짱             |      | 1965년   | |
| 치아키 사요            | 2월 7일   | 중국 상하이시               | 히로시마시립 코쿠타이지중학교      |                                                    | 닷코짱             |      | 1965년   | |
| チェシイ・スカラパンナ | 4월 20일  | 태국 방콕                   | 파하루타이고등학교                 |                                                    | 사브리나           |      | 1962년   | 태국 유학생                                                                                                 |
| 체시 스카라판나        | 4월 20일  | 태국 방콕                   | 파하루타이고등학교                 |                                                    | 사브리나           |      | 1962년   | 태국 유학생                                                                                                 |
| 千沢絵美               | 4월 9일   | 오사카부 오사카시           | 킨란카이학원                       | 시라이 테츠조가 명명                               | 오치에             |      | 1969년   | |
| 치자와 에미            | 4월 9일   | 오사카부 오사카시           | 킨란카이학원                       | 시라이 테츠조가 명명                               | 오치에             |      | 1969년   | |
| 千波薫                 | 1월 3일   | 도쿄도                      | 릿쇼학원                           | 언니의 예명에 관련시킴                             | 마코짱             |      | 1965년   | 언니 치나미 준 (42) 언니 치나미 시즈카 (44) 딸 치나미 유 (76) 조카 마츠오카 슈조                            |
| 치나미 카오루          | 1월 3일   | 도쿄도                      | 릿쇼학원                           | 언니의 예명에 관련시킴                             | 마코짱             |      | 1965년   | 언니 치나미 준 (42) 언니 치나미 시즈카 (44) 딸 치나미 유 (76) 조카 마츠오카 슈조                            |
| 千谷美景               | 2월 24일  | 도쿄도                      | 바이카학원                         |                                                    | 오시라             |      | 1976년   | 치구사 미카게 (千草美景)로 개명 어머니 아리카와 츠네코 (21) 이모 마츠노 토모코 (12) 숙모 하나모 유카리 (27) |
| 치야 미카게            | 2월 24일  | 도쿄도                      | 바이카학원                         |                                                    | 오시라             |      | 1976년   | 치구사 미카게 (千草美景)로 개명 어머니 아리카와 츠네코 (21) 이모 마츠노 토모코 (12) 숙모 하나모 유카리 (27) |
| 千代田澄世             | 2월 12일  | 도쿄도                      | 여자성학원                         |                                                    | 오욧치             |      | 1966년   | 치요다 요시코 (千代田佳子)로 개명                                                                           |
| 치요다 스미요          | 2월 12일  | 도쿄도                      | 여자성학원                         |                                                    | 오욧치             |      | 1966년   | 치요다 요시코 (千代田佳子)로 개명                                                                           |
| 翼まり                 | 1월 11일  | 효고현 니시노미야시         | 쇼인여자학원 고등부                | 넓은 하늘을 날아다니는 작은 새처럼                 | 노리짱, 노리헤이   |      | 1969년   | |
| 츠바사 마리            | 1월 11일  | 효고현 니시노미야시         | 쇼인여자학원 고등부                | 넓은 하늘을 날아다니는 작은 새처럼                 | 노리짱, 노리헤이   |      | 1969년   | |
| 津留のえみ             | 4월 26일  | 벨기에 브뤼셀               | 브뤼셀 리세이교                    |                                                    | 이부짱             |      | 1964년   | 츠루 아야코 (鶴文子)로 개명                                                                                 |
| 츠루 노에미            | 4월 26일  | 벨기에 브뤼셀               | 브뤼셀 리세이교                    |                                                    | 이부짱             |      | 1964년   | 츠루 아야코 (鶴文子)로 개명                                                                                 |
| 渚あゆ美               | 2월 12일  | 오사카부 오사카시           | 아시야여자학원                     |                                                    | 키쿠짱, 가아코     |      | 1967년   | |
| 나기사 아유미          | 2월 12일  | 오사카부 오사카시           | 아시야여자학원                     |                                                    | 키쿠짱, 가아코     |      | 1967년   | |
| 夏木淳                 | 3월 2일   | 오사카부 오사카시           | 고베야마테학원                     |                                                    | 밋짱               |      | 1966년   | |
| 나츠키 준              | 3월 2일   | 오사카부 오사카시           | 고베야마테학원                     |                                                    | 밋짱               |      | 1966년   | |
| 奈々敦美               | 8월 4일   | 교토부 교토시               | 도시샤여자고등학교                 | 일본무용 스승의 예명을 물려받음                    | 앗짱               |      | 1964년   | |
| 나나 아츠미            | 8월 4일   | 교토부 교토시               | 도시샤여자고등학교                 | 일본무용 스승의 예명을 물려받음                    | 앗짱               |      | 1964년   | |
| 南原美佐保             | 8월 17일  | 사이타마현 사이타마시       | 우라와니시고등학교                 | 존경하는 선생님이 명명                             | 케코, 피ー짱       |      | 1971년   | |
| 난바라 미사오          | 8월 17일  | 사이타마현 사이타마시       | 우라와니시고등학교                 | 존경하는 선생님이 명명                             | 케코, 피ー짱       |      | 1971년   | |
| 二條幸美               | 3월 6일   | 효고현 다카라즈카시         | 아마가사키시립 메이린중학교        | 솔직하게 아름답게 행복하길                         | 사치미             |      | 1968년   | |
| 니죠 사치미            | 3월 6일   | 효고현 다카라즈카시         | 아마가사키시립 메이린중학교        | 솔직하게 아름답게 행복하길                         | 사치미             |      | 1968년   | |
| 野路わたる             | 10월 15일 | 도쿄도 코가네이시시         | 오오츠마여자학원                   | 존경하는 선생님이 명명                             | 카즈미짱, 무라짱   |      | 1967년   | |
| 노지 와타루            | 10월 15일 | 도쿄도 코가네이시시         | 오오츠마여자학원                   | 존경하는 선생님이 명명                             | 카즈미짱, 무라짱   |      | 1967년   | |
| 初瀬百々代             | 5월 22일  | 도쿄도 네리마구             | 후지미고등학교                     |                                                    | 스미짱, 오시노     |      | 1965년   | 타카 마리코 (高毬子)로 개명 배우 타카즈키 마리코 언니 시노미야 아사미 (41) 남편 영화감독 나카시마 요시토    |
| 하츠세 모모요          | 5월 22일  | 도쿄도 네리마구             | 후지미고등학교                     |                                                    | 스미짱, 오시노     |      | 1965년   | 타카 마리코 (高毬子)로 개명 배우 타카즈키 마리코 언니 시노미야 아사미 (41) 남편 영화감독 나카시마 요시토    |
| 初海由佳               | 1월 9일   | 카나가와현 오오이소정       | 쇼난시라유리학원                   |                                                    | 데코               |      | 1969년   | |
| 하츠미 유카            | 1월 9일   | 카나가와현 오오이소정       | 쇼난시라유리학원                   |                                                    | 데코               |      | 1969년   | |
| 浜路ゆみ               | 7월 21일  | 카나가와현 요코하마시       | 세이비학원                         | 가족끼리 고안                                      | 유미코짱, 킷키ー   |      | 1964년   | |
| 하마지 유미            | 7월 21일  | 카나가와현 요코하마시       | 세이비학원                         | 가족끼리 고안                                      | 유미코짱, 킷키ー   |      | 1964년   | |
| 飛川あゆ美             | 2월 9일   | 기후현 기후시               | 기후현립 카노고등학교              | 와타나베 타케오가 명명                             | 에코, 에코짱       |      | 1964년   | |
| 히카와 아유미          | 2월 9일   | 기후현 기후시               | 기후현립 카노고등학교              | 와타나베 타케오가 명명                             | 에코, 에코짱       |      | 1964년   | |
| 富士ます美             | 9월 15일  | 교토부 교토시               | 교토여자학원                       | 하나야나기 키쿠히사가 명명                         | 레이코, 게라코     |      | 1970년   | 남편 미조구치 야스오                                                                                        |
| 후지 마스미            | 9월 15일  | 교토부 교토시               | 교토여자학원                       | 하나야나기 키쿠히사가 명명                         | 레이코, 게라코     |      | 1970년   | 남편 미조구치 야스오                                                                                        |
| 藤波かほる             | 3월 21일  | 도쿄도                      | 세이토쿠학원                       | 가족끼리 고안                                      | 오네에짱           |      | 1969년   | |
| 후지나미 카오루        | 3월 21일  | 도쿄도                      | 세이토쿠학원                       | 가족끼리 고안                                      | 오네에짱           |      | 1969년   | |
| 文月てるみ             | 7월 12일  | 효고현 니시노미야시         | 아이치현 모리야마중학교            | 가족끼리 고안                                      | 호ー코짱           |      | 1969년   | |
| 후즈키 테루미          | 7월 12일  | 효고현 니시노미야시         | 아이치현 모리야마중학교            | 가족끼리 고안                                      | 호ー코짱           |      | 1969년   | |
| 舞千鶴                 | 7월 23일  | 교토부                      | 교토부립 히가시마이즈루고등학교    | 출신지에서 따옴                                    | 맛짱               | 여역 | 2001년   | 일본무용 하나야나기 로쿠마츠시게                                                                            |
| 마이 치즈루            | 7월 23일  | 교토부                      | 교토부립 히가시마이즈루고등학교    | 출신지에서 따옴                                    | 맛짱               | 여역 | 2001년   | 일본무용 하나야나기 로쿠마츠시게                                                                            |
| 真城隆子               | 1월 7일   | 도쿄도                      | 코호쿠고등학교                     | 융성하게(隆) 성(城)이 우뚝 솟아있다                | 쿠로짱             |      | 1969년   | |
| 마키 류코              | 1월 7일   | 도쿄도                      | 코호쿠고등학교                     | 융성하게(隆) 성(城)이 우뚝 솟아있다                | 쿠로짱             |      | 1969년   | |
| 松風嶺子               | 5월 2일   | 도쿄도                      | 코지마치학원                       |                                                    | 스미레짱           |      | 1964년   | |
| 마츠카제 레이코        | 5월 2일   | 도쿄도                      | 코지마치학원                       |                                                    | 스미레짱           |      | 1964년   | |
| 松原三保               | 8월 7일   | 시즈오카현 요시와라시       | 요시와라제1중학교                  |                                                    | 마아짱             |      | 1967년   | |
| 마츠바라 미호          | 8월 7일   | 시즈오카현 요시와라시       | 요시와라제1중학교                  |                                                    | 마아짱             |      | 1967년   | |
| 松保美砂               | 8월 30일  | 치바현 마츠도시             | 도쿄여자고등학교                   | 백인일수                                           | 마마, 탓친         |      | 1965년   | |
| 마츠호 미사            | 8월 30일  | 치바현 마츠도시             | 도쿄여자고등학교                   | 백인일수                                           | 마마, 탓친         |      | 1965년   | |
| 三久良由美             | 6월 26일  | 도쿄도                      | 나고야킨죠가쿠인고등학교           | 존경하는 선생님이 명명                             | 준짱, 준코         |      | 1966년   | |
| 미쿠라 유미            | 6월 26일  | 도쿄도                      | 나고야킨죠가쿠인고등학교           | 존경하는 선생님이 명명                             | 준짱, 준코         |      | 1966년   | |
| 水はやみ               | 2월 3일   | 만주 신경시                 | 오사카여학원                       | 백인일수                                           | 메간, 오미즈       | 남역 | 1973년   | |
| 미즈 하야미            | 2월 3일   | 만주 신경시                 | 오사카여학원                       | 백인일수                                           | 메간, 오미즈       | 남역 | 1973년   | |
| 水町美穂               | 8월 15일  | 아이치현 나고야시           | 세이레이학원                       | 가족끼리 고안                                      | 타케미             |      | 1965년   | |
| 미즈마치 미호          | 8월 15일  | 아이치현 나고야시           | 세이레이학원                       | 가족끼리 고안                                      | 타케미             |      | 1965년   | |
| 水上千弥               | 10월 19일 | 오사카부 카시와라시         | 쇼인학원                           | 아버지가 명명                                      | 센짱               |      | 1967년   | |
| 미나카미 센야          | 10월 19일 | 오사카부 카시와라시         | 쇼인학원                           | 아버지가 명명                                      | 센짱               |      | 1967년   | |
| 美保川千里             | 1월 14일  | 오사카부 오사카시           | 타마츠중학교                       | 존경하는 선생님이 명명                             | 후사짱             |      | 1963년   | 언니 토와 미치요 (47) 동생 타카미야 사치 (51) 조카 타카미야 치나츠 (84) 조카 타카미야 리나 (85)             |
| 미호카와 치사토        | 1월 14일  | 오사카부 오사카시           | 타마츠중학교                       | 존경하는 선생님이 명명                             | 후사짱             |      | 1963년   | 언니 토와 미치요 (47) 동생 타카미야 사치 (51) 조카 타카미야 치나츠 (84) 조카 타카미야 리나 (85)             |
| 紫しのぶ               | 3월 4일   | 오카야마현 키비군           | 산요학원                           |                                                    | 요시미             |      | 1965년   | 무라사키 마리코 (紫麻里子)로 개명                                                                           |
| 무라사키 시노부        | 3월 4일   | 오카야마현 키비군           | 산요학원                           |                                                    | 요시미             |      | 1965년   | 무라사키 마리코 (紫麻里子)로 개명                                                                           |
| 萌いづる               | 4월 7일   | 효고현 아시야시             | 아시야시립 야마테중학교            | 백인일수                                           | 우메짱, 우메동     |      | 1969년   | |
| 모에 이즈루            | 4월 7일   | 효고현 아시야시             | 아시야시립 야마테중학교            | 백인일수                                           | 우메짱, 우메동     |      | 1969년   | |
| 八島佐知               | 8월 27일  | 오사카부 오사카시           | 토노바바중학교                     | 예능 쪽만아니라 인간으로서 행복하길                | 에노짱, 부코       |      | 1967년   | |
| 야시마 사치            | 8월 27일  | 오사카부 오사카시           | 토노바바중학교                     | 예능 쪽만아니라 인간으로서 행복하길                | 에노짱, 부코       |      | 1967년   | |
| 八代由美               | 3월 31일  | 오사카부 오사카시           | 죠난고등학교                       | 본명                                               | 유미짱             |      | 1964년   | 딸 미스기 치카 (77)                                                                                         |
| 야시로 유미            | 3월 31일  | 오사카부 오사카시           | 죠난고등학교                       | 본명                                               | 유미짱             |      | 1964년   | 딸 미스기 치카 (77)                                                                                         |
| 八千代環               | 3월 23일  | 도쿄도                      | 요코스카 미도리가오카학원 고등부   | 언제까지나 미우라환(環)처럼 계속 노래 할 수 있도록 | 케이코             |      | 1966년   | 배우 나가레 케이코 시어머니 사요 후쿠코 (11) 아들 뮤지션 토고 타카시                                        |
| 야치요 타마키          | 3월 23일  | 도쿄도                      | 요코스카 미도리가오카학원 고등부   | 언제까지나 미우라환(環)처럼 계속 노래 할 수 있도록 | 케이코             |      | 1966년   | 배우 나가레 케이코 시어머니 사요 후쿠코 (11) 아들 뮤지션 토고 타카시                                        |
| 山城由里               | 1월 19일  | 와카야마현 와카야마시       | 토요나카고등학교                   | 가족끼리 고안                                      | 보우야             |      | 1966년   | |
| 야마시로 유리          | 1월 19일  | 와카야마현 와카야마시       | 토요나카고등학교                   | 가족끼리 고안                                      | 보우야             |      | 1966년   | |
| 由比碧                 | 9월 13일  | 카나가와현 카마쿠라시       | 카마쿠라여학원 고등부              | 출신지의 해안에서 따옴                             | 토모코짱           |      | 1965년   | 동생 아즈마지 히카루 (49)                                                                                   |
| 유이 미도리            | 9월 13일  | 카나가와현 카마쿠라시       | 카마쿠라여학원 고등부              | 출신지의 해안에서 따옴                             | 토모코짱           |      | 1965년   | 동생 아즈마지 히카루 (49)                                                                                   |
| 由起瞳                 | 11월 21일 | 오사카부 오사카시           | 히가시오오타니고등학교             |                                                    | 타에코, 타에코짱   |      | 1968년   | |
| 유키 히토미            | 11월 21일 | 오사카부 오사카시           | 히가시오오타니고등학교             |                                                    | 타에코, 타에코짱   |      | 1968년   | |
| 雪城ちづる             | 1월 30일  | 오사카부 오사카시           | 쇼인학원                           | 지인이 명명                                        | 베비ー             |      | 1967년   | 딸 소노미야 레이나 (78)                                                                                     |
| 유키시로 치즈루        | 1월 30일  | 오사카부 오사카시           | 쇼인학원                           | 지인이 명명                                        | 베비ー             |      | 1967년   | 딸 소노미야 레이나 (78)                                                                                     |
| 吉本雅美               | 9월 30일  | 효고현                      | 고베쇼인여자고등학교               |                                                    | 카요코             |      | 1965년   | 요시모토 카요코 (吉本佳世子)로 개명                                                                         |
| 요시모토 마사미        | 9월 30일  | 효고현                      | 고베쇼인여자고등학교               |                                                    | 카요코             |      | 1965년   | 요시모토 카요코 (吉本佳世子)로 개명                                                                         |